# ازینه
ازینه (به ترکی استانبولی: Ezine) شهری است در کشور ترکیه که در استان چاناق‌قلعه واقع شده‌است. جمعیت این شهر بر اساس سرشماری سال ۲۰۰۸ میلادی ۱۲٬۸۵۷ نفر و بر اساس برآوردهای سال ۲۰۰۹ میلادی ۱۱٬۵۸۹ نفر می‌باشد.